# Mike Hill (homme politique)
Pour les articles homonymes, voir Mike Hill et Hill.
Michael Robert Hill, né le 12 mai 1963 à Heywood, est un homme politique britannique du Parti travailliste. 
Il est député de Hartlepool de 2017 à 2021. 

## Biographie
Il est né à Heywood dans le Lancashire en 1963 . 
Il fréquente le Sutherland High School (devenu Heywood Community High School en 1990). Il est diplômé en théâtre et en littérature anglaise de l'Université de Lancaster. Il travaille dans les bibliothèques des autorités locales et en tant que dirigeant syndical. Jusqu'à son élection au Parlement en 2017, il est responsable politique pour UNISON Northern Region et vice-président de Labor North. 
Il est suspendu du Parti travailliste en septembre 2019 pour allégations de harcèlement sexuel, mais réintégré en octobre 2019. 
Il conserve son siège aux élections de 2019. Il démissionne le 16 mars 2021.